# Mori Yoshio
Mori Yoshio (japanisch 森 芳雄; geb. 21. Dezember 1908 in der Präfektur Tokio; gest. 10. November 1997) war ein japanischer Maler im Yōga-Stil während der Shōwa- und beginnenden Heisei-Zeit.

## Leben und Werk
Yoshio wurde als dritter Sohn des Fukuyo Tōkurō geboren, wurde aber bald nach seiner Geburt von seiner Tante, Mori Fumi, adoptiert. 1926 machte er seinen Abschluss an der Mittelschule der Keiō Gijuku, Vorläufer der heutigen Keiō-Universität und begann ein Studium der Malerei an dem „Hongō-Institut für westliche Malerei“ (本郷洋画研究所; Hongō yōga kenkyūjo). 1930 wechselte er zum „Institut für westliche Malerei“ (洋画研究所), wo sein Lehrer Nakayama Takashi (中山巍; 1893–1973) war. Im gleichen Jahr zeigte er Bilder auf der Ausstellung der Nika-kai (二科会) und im folgenden Jahr auf der Ausstellung der „Unabhängigen Kunstgesellschaft“ (独立美術協会).
1931 ging Yoshio nach Frankreich, wo er Werke im Salon d’Autume zeigen konnte. Auf seiner Reise durch Italien wurde er durch die Arbeiten von Massimo Campigli beeinflusst. Nach seiner Rückkehr 1934 nach Japan wurde er 1937 als „Freund der Unabhängigen Kunstgesellschaft“ (独立美術協会, Dokuritsu bijutsu Kyōkai) nominiert, verließ aber die Gesellschaft im folgenden Jahr. In den nächsten Jahren zeigte er seine Arbeiten als Mitglied der „Vereinigung freier Künstler“ (Jiyū bijutsuka kyōkai). Während des Pazifik-Krieges arbeitete er in der Abteilung für Spezialfilme der Tōhō-Filmgesellschaft.
Nach dem Krieg half Yoshio beim Wiederaufbau der Vereinigung freier Künstler. 1950 zeigte er eine Reihe von Arbeiten, darunter das Bild „Zwei Personen“ (二人, Futari), das die Düsternis einer geschlagenen Nation widerspiegelt. 1951 wurde er eingeladen, Bilder auf der ersten Biennale von São Paulo zu zeigen und 1952 im Salon de Mai. Er schuf eine Reihe von Bildern mit menschlichen Figuren, darunter „Der Künstler mit Familie“ (画家と家族, Gaka to kazoku; 1956), „Bewegung und Stille“ (動–静, Do – Sei; 1960), „Menschen – Mutter und Kind“ (人–母と子, Hito – haha to ko; 1956).
Von 1962 bis 1963 reiste Yoshio durch Europa und stellte nach seiner Rückkehr Bilder in einer Art Wandmalerei aus, darunter „Straßenecke in Kairo“ (街角–カイロにて, Machikado – Kairo nite) und „Erinnerung an Griechenland“ (ギリシャの思い出, Girisha no omoide). – 1964 verließ er die Vereinigung freier Künstler und gründete die „Vereinigung wesentlicher Kunst“, in der als zentraler Künstler wirkte.
Von 1952 bis 1958 war Yoshio Professor an der Kunsthochschule Musashino. Sein Bild „Vorfrühling“ (早春, Sōshun) wurde vom Direktor des kaiserlichen Hofamtes als Geschenk für die englische Königin ausgesucht.